# Satellitentriangulation
Die Satellitentriangulation ist ein Verfahren der Satellitengeodäsie, das zur Einmessung von Bodenstationen mittels gleichzeitig fotografierter Satellitenpositionen dient. Es können künstliche Erdsatelliten mit Bahnhöhen zwischen 500 und 5.000 km verwendet werden, wobei sie nur als Hochziele dienen und ihre Bahnen selbst außer Betracht bleiben.

## Geschichte
Das Verfahren wurde unter dem Namen „Stellartriangulation“ bereits in den 1950er-Jahren – also schon vor dem Beginn der Raumfahrt – vom finnischen Geodäten Yrjö Väisälä entwickelt und mittels hochfliegender Ballonsonden erfolgreich erprobt. Väisälä konnte damit die Verbindungslinie Helsinki-Turku, die wegen 150 km Länge für Messungen auf der Erdoberfläche viel zu lang ist, mit einer Richtungsgenauigkeit von unter einer Bogenminute bestimmen. Damals war dies etwa doppelt so gut wie das an sich hervorragende Triangulationsnetz von Finnland und ermöglichte außerdem durch die neuartige Methodik eine völlig unabhängige Kontrolle der Landesvermessung.

## Prinzip
Diese Methodik stützt sich auf die Nutzung des Sternenhimmels als Referenzfläche. Die Flugkörper (ab 1959 auch Satelliten) werden gleichzeitig von zwei Satellitenstationen fotografisch eingemessen, indem ihre am Himmel gezogene Spur in Punkte "zerhackt" und vor dem Sternhintergrund abgebildet wird.
Nach der Ausmessung der Fotoplatten mit Hilfe astrometrischer Auswertegeräte (oder alternativ: mittels Photogrammetrie) werden die „Beobachtungsvektoren“ jedes Spurpunktes zur Definition einer Ebene verwendet, die von allem Anfang an im Koordinatensystem der Sterne festgelegt, also absolut orientiert ist. Diese Tatsache ist einer der zwei Errungenschaften der Methode.
Die zusammengefassten Ebenen beider Bodenstationen werden dann abermals zum Schnitt gebracht, was den genauen Verbindungsvektor zwischen den Satellitenkameras ergibt. Durch die absolute Orientierung ist als Ergebnis frei von der Lotabweichung, welche die terrestrische Vermessung zwischen Kontinenten bis 1960 auf Genauigkeiten von etwa 100 Meter beschränkt hat.

## Anwendungen
Nach dem Prinzip der Stellartriangulation wurden in den 1960er und 1970er Jahren weltweit mehrere interkontinentale Vermessungsnetze beobachtet, was bis dato wegen der Erdkrümmung technisch undurchführbar war. Eines dieser Netze (Projekt des SAO in Massachusetts) konnte erstmals interkontinentale Messstrecken mit Genauigkeiten von einigen Metern realisieren, was die bisherigen Daten um den Faktor 10–20 übertraf. Eine ähnliche Güte hatte das sehr dichte Westeuropa-Netz WEST.
In den Jahren bis 1974 wurde das Weltnetz der Satellitentriangulation gemessen, woran sich einige Dutzend internationale Beobachtungsteams beteiligten. Als Messkameras wurden Ballistische Kameras vom Typ BC-4 der schweizerischen Firma Wild Heerbrugg (heute Leica) verwendet, allerdings jene mit längerer Brennweite von etwa 45 cm. Die Genauigkeit der insgesamt 46 Bodenstationen (durchschnittliche Distanz 3.000 bis 5.000 km) betrug ± 5 m nach Kombination mit einem Doppler-Satellitennetz ± 3 m. Dieser global fast einheitliche Genauigkeitsstatus konnte erst mit der Entwicklung des GPS (praktisch einsetzbar ab etwa 1990) in den Dezimeter-Bereich *) gesteigert werden. Die Forschungen verschiedenen Geodäten zur kombinierten Ausgleichung der Satellitentriangulation mit Doppler- und terrestrischen Vermessungsnetzen (z. B. Helmut Wolf 1980–1989) verbesserte die Landesvermessung weiter und kommt bis heute der modernen Satellitenortung zugute.
 *) Heute haben die internationalen Referenzstationen des ITRF bereits cm-Genauigkeit.
Die Methode der Stellar- bzw. Satellitentriangulation sticht methodisch durch ihre Einfachheit hervor, hat aber neben ihren zwei wesentlichen Vorteilen (absolute Orientierung im Sternsystem, kontinent-überspannende Reichweite) aber einen praktischen Nachteil: sie erfordert die gleichzeitige Sichtbarkeit von Satelliten auf mindestens zwei (möglichst 3–4) weit entfernten Bodenstationen bzw. Sternwarten. Dass dies im "Weltnetz" etwa 1.000-mal gelungen ist, war die bis 1974 größte gemeinsame Aktion der „geodetic Community“. Heute sorgen spezielle, permanente Gruppen von Wissenschaftlern und internationale Dienste der IUGG und IAG für ähnliche periodische Messkampagnen, die allerdings wegen der nun verwendeten Mikrowellen vom Problem des Wetters und der Bewölkung befreit sind.